# Balan, Ardennes
För andra betydelser, se Balan.
Balan är en kommun i departementet Ardennes i regionen Grand Est (tidigare regionen Champagne-Ardenne) i nordöstra Frankrike. Kommunen ligger  i kantonen Sedan-Est som ligger i arrondissementet Sedan. År 2022 hade Balan 1 596 invånare.

## Befolkningsutveckling
Antalet invånare i kommunen Balan
Referens: INSEE